# Rivière Ma Tante
Rivière Ma Tante är ett vattendrag i Kanada.   Det ligger i provinsen Québec, i den östra delen av landet, 700 km nordost om huvudstaden Ottawa.
I omgivningarna runt Rivière Ma Tante växer i huvudsak barrskog. Trakten runt Rivière Ma Tante är nära nog obefolkad, med mindre än två invånare per kvadratkilometer.